# Eyalât-ı Mümtâze
Eyalât-ı Mümtâze oder Eyalât-ı Mümtâze ve Muhtâre (wörtlich zu deutsch: privilegierte Provinzen bzw. privilegierte und autonome Provinzen, in französischsprachigen Urkunden: provinces privilegées) war im späten Osmanischen Reich ein Sammelbegriff für die Länder, die völkerrechtlich zum Osmanischen Reich gehörten, in denen aber die Macht des Sultans eingeschränkt war, weil sie entweder autonome Rechte genossen oder unter fremder Besatzung standen.
Gemäß dem Reichsjahrbuch (sâlname) von 1906 gehörten hierzu:
- Bosnien und die Herzegowina (das Vilâyet Bosnien) unter österreichischer Besatzung (siehe Kondominium Bosnien und Herzegowina)
- das Fürstentum Bulgarien
- die Provinz Ostrumelien
- Tunesien (unter der Herrschaft eines Beys und französisches Protektorat)
- das Fürstentum Samos
- die Insel Zypern unter britischer Besatzung
- das Khedivat Ägypten

Weiter werden durch einen Autor dazugerechnet:
- die Insel Thasos als Eigentum des ägyptischen Herrschers
- der Kretische Staat

Nach anderen Quellen gehörte 1908 auch dazu:
- das Mutesarriflik Libanonberg